# Пулео, Джо
Джозеф Роберт (Джо) Пулео (англ. Joseph Robert (Joe) Puleo; род. 1941, Детройт, Мичиган) — американский тяжелоатлет. Участник летних Олимпийских игр 1968 года, двукратный чемпион Панамериканских игр 1963 и 1967 годов.

## Биография
Джо Пулео родился 2 июля 1942 года в американском городе Детройт.
Окончил Мичиганский университет.
Выступал в соревнованиях по тяжёлой атлетике за клуб «Йорк». Пять раз становился чемпионом США: дважды в среднем весе (1962, 1964), трижды в тяжёлом весе (1966—1968).
Дважды завоёвывал золотые медали Панамериканских игр: в 1963 году в Сан-Паулу победил в весовой категории до 75 кг, в 1967 году в Виннипеге — в весовой категории до 82,5 кг.
В 1968 году вошёл в состав сборной США на летних Олимпийских играх в Мехико. В весовой категории до 82,5 кг не смог сделать ни одной зачётной попытки в жиме при заказанном весе 147,5 кг.
В 1970 году завершил выступления и начал работать адвокатом. Однако в конце 1970-х годов вернулся в спорт, чтобы побороться за право участвовать в летних Олимпийских играх 1980 года в Москве, которую в итоге США бойкотировали.